# Frank Schuermans
Frank Schuermans is een Belgisch advocaat, magistraat en federaal ambtenaar.

## Biografie
Schuermans studeerde rechten aan de Universiteit van Gent. Na zijn stage was hij tussen 1989 en 1992 advocaat aan de balie van Gent. Vanaf 1992 en tot 2020 was hij parketmagistraat verbonden aan het Parket van Oost-Vlaanderen. 
Daarnaast was hij adjunct-kabinetschef van Johan Vande Lanotte tussen 1996 en 1999 op Binnenlandse zaken, tussen 1999 en 2003 en tussen 2012 en 2014 op Justitie en Binnelandse zaken.
Tussen 2005 en 2009 was hij tevens lid van Comité P en tussen 2006 en 2019 lid van de Privacycommissie/gegevensbeschermingsautoriteit. Sinds 2018 is hij lid van het controleorgaan op de politionele informatie (COC).